# Rondellhund

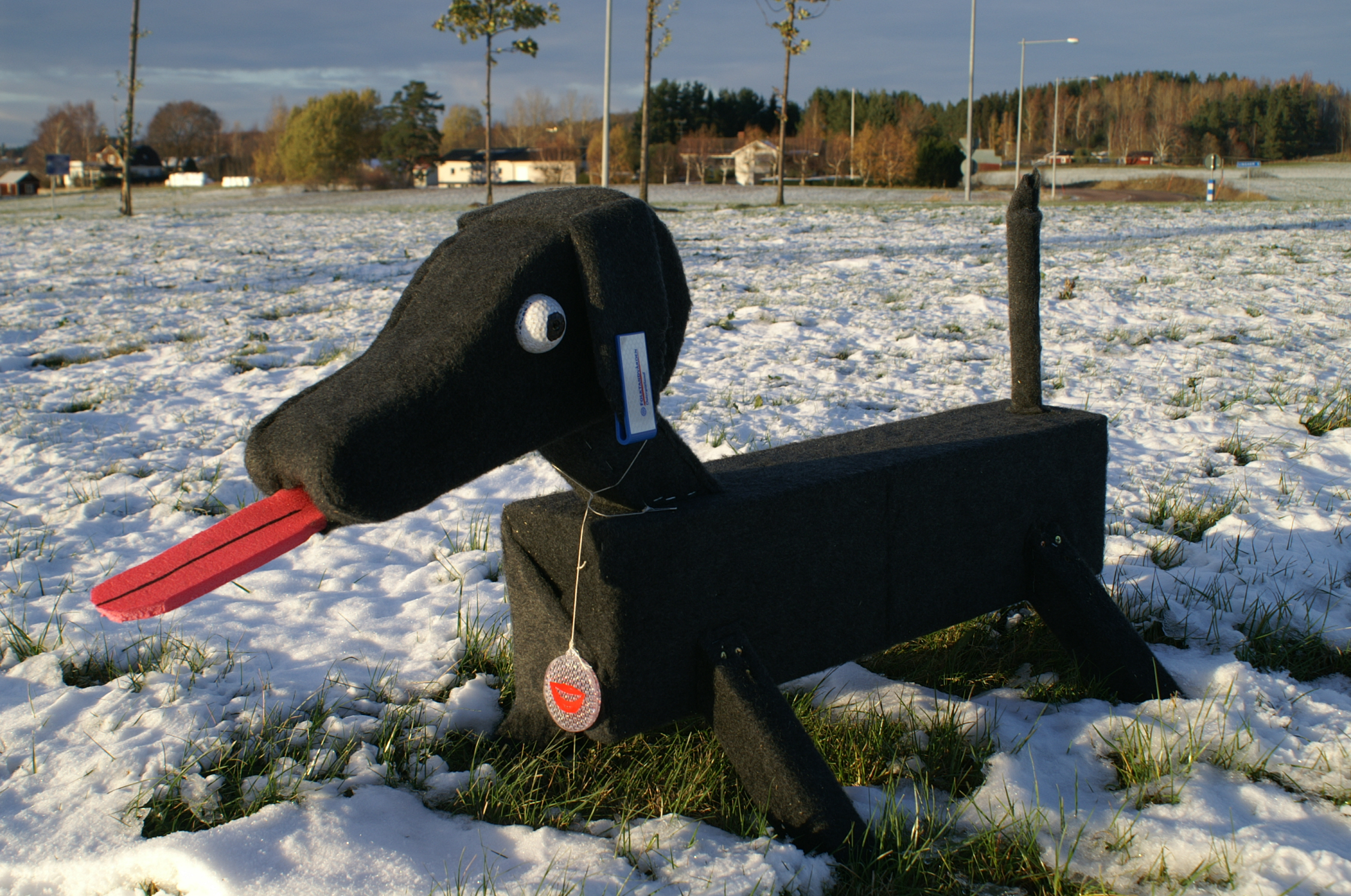
Rondellhund i Vårdsberg november 2006. Enligt Expressens jury Sveriges 4:e snyggaste rondellhund. Motiveringen löd:
Rejäl och kaxig med blick

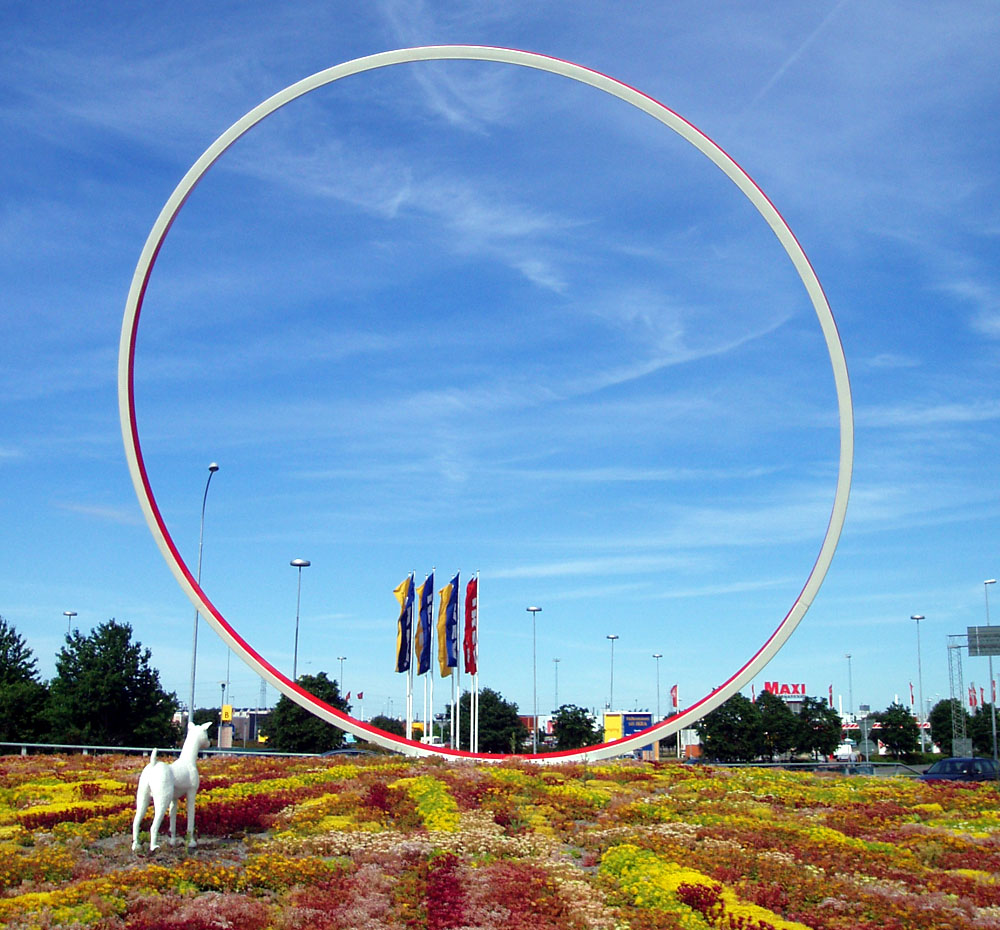
Cirkulation II av Stina Opitz i Nygårdsrondellen i Linköping som vandaliserades och blev starten för rondellhundsbegreppet.

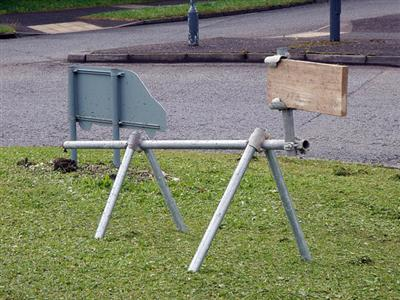
Rondellhund i Piccotts End i Hemel Hempstead, Hertfordshire, UK.

Rondellhund är en form av gatukonst som uppstod i Sverige under 2006 och innebär att anonyma personer placerar ut handgjorda hundar i olika material i rondeller. Rondellhundar har placerats i rondeller över stora delar av Sverige och blev under 2006 och 2007 något av en mindre folkrörelse. Det har även förekommit rondellhundar utanför Sverige.

## Historik
Företeelsen uppstod under första halvåret 2006 i Linköping efter det att konstverket Cirkulation II av Stina Opitz vandaliserats. Det ursprungliga konstverket utgjordes av en sjuttio centimeter hög hundfigur i vit lättbetong och en nio meter hög rockring, stor som rondellen i omkrets, upprättstående i 30 graders lutning. Konstverket är placerat i Nygårdsrondellen i Linköping. I maj 2006 avlägsnade någon hundens huvud, varpå det beslöts att hunden skulle fraktas bort och konstnären få i uppdrag att göra ett nytt exemplar, denna gång i metall för att motverka förnyade vandaliseringsförsök.[källa behövs]
Som en reaktion på skadegörelsen placerade de två Linköpingsborna Thomas Nordmark och Richard Leckne som kallade sig för Akademi Vreta Kloster en trähund i rondellen i mitten av juli. Akademi Vreta Klosters syfte med att sätta upp den första rondellhunden var att med folkliga konstnärliga installationer på allmän plats manifestera mot osamhälleliga och osociala företeelser och beteenden. Akademien ville även protestera med konstnärlig grund mot all annan skadegörelse och klotter på medborgarnas egendom, som ägde rum och ännu äger rum på exempelvis väntkurer vid busshållplatser, tunnelbana och torg i den offentliga miljön. Den första rondellhunden skulle på så sätt påvisa att medborgarna vill vistas i en god miljö. Ett tryggare samhälle där vi hjälps åt istället för att förstöra för varandra.[källa behövs]
Efterhand kom fler rondellhundar att poppa upp i Linköping för att stödja Akademi Vreta Klosters kamp för att verka för ett gott samhälle utan skadegörelse och våld.[källa behövs]
Akademi Vreta Klosters första rondellhund drabbades även den av skadegörelse och den därefter reparerade installationen, nymålad i vitt, stals kort därefter och forslades bort. Denna följdes av ett hundben i lättbetong.
Corren gjorde ett reportage med stor bild på benet och sedan exploderade det med hundar i var och varannan rondell. Hunden skulle representera en "gatukorsning" vilket är en synonym för en icke renrasig hund. Detta uttryck för folkhumorn blev omskrivet i lokalpressen och snart började fler hemtillverkade hundar dyka upp i rondeller i och omkring Linköping.[källa behövs]
Den största rondellhunden i Sverige byggdes i Olofström 2007 och var 1,5 m hög, gjord av stål och vägde 400 kg. Pojkarna som gjort den fick betala kommunen 560 kr för att få den bortfraktad.[källa behövs]
En humoristisk artikel i Östgöta Correspondenten påstår att rondellhunden tillhör rasen östgotisk rondellhund och att det skulle vara den Internationella hundorganisationen som tittat på och godkänt standardiseringen. Ronnebys första rondellhund genom tiderna hävdas tillhöra denna ras.[källa behövs]
Hundar har sedan dess dykt upp i de flesta svenska städer, från Kiruna till Ystad.[källa behövs] Resenärer på chartermål och i bland annat Barcelona har rapporterat att rondellhundar synts även där.[källa behövs]
Till och med Expressens reportrar försökte haka på trenden genom att placera ut en hund vid Piccadilly Circus i London. Maputo fick sin första rondellhund den 29 augusti 2006 när Skandinaviska skolans elever placerade ut en hund i rondellen närmast ett av presidentens residens. Hunden flyttades sedan runt och uppträdde i många olika rondeller i Maputo.[källa behövs]
Den 31 augusti 2007 utbröt protester i Pakistan mot att tidningen Nerikes Allehanda publicerat Lars Vilks teckning av Muhammed som rondellhund.
2009 började rondellhundar placeras i rondeller i Hemel Hempstead, Hertfordshire.